# دانشگاه هواشناسی برزیل
دانشگاه ملی هواشناسی (INMET) مؤسسه هواشناسی برزیل است. این بخشی از وزارت کشاورزی، دامداری و تأمین مواد غذایی برزیل است. مدیر آن آنتونیو دیوینو موورا، معاون اول رِئیس فعلی سازمان جهانی هواشناسی است.